# Оксогалогеніди
О́ксогалогені́ди — галогеніди, до складу яких входить кисень.
Всі оксогалогеніди — леткі сполуки, гігроскопічні, розкладаються у воді.
Оксогалогеніди можуть розщеплюватися по вуглець-вуглецевому зв'язку. 
Внаслідок наявності атому кисню оксогалогеніди є хорошими донорами електронів і утворюють численні сольватовані комплексні катіони, а в ряді випадків і аніони. 

## Приклади застосування
Сполуки тетрагональних оксогалогенідів знайшли застосування в сучасній фотоелектроніці як фотоелектричні аналізатори.